# Промышленный парк

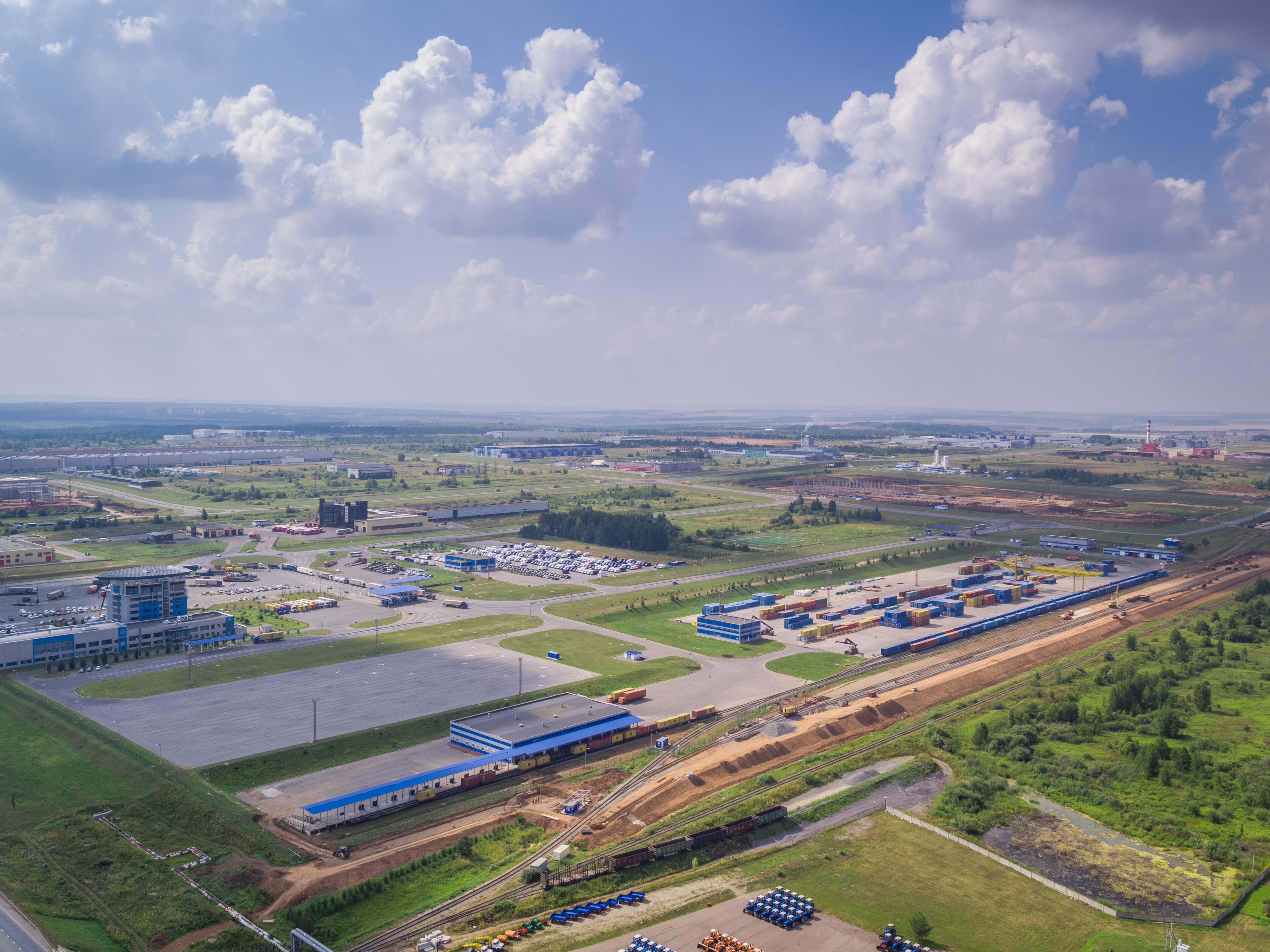
Общий вид на ОЭЗ «Алабуга», 2017 год

Промышленный парк (промпарк) — специальная территория, на которой объединены производственные и иные предприятия посредством общей инфраструктуры и взаимной производственной кооперации. Смысл создания промпарка в том, чтобы сконцентрировать на одной территории предприятия с общей сферой деятельности (профильный промпарк) и (или) использующих единую инженерную инфраструктуру (инфраструктурный промпарк) — энергообъекты и электросети, теплосеть, водные объекты, канализацию и очистные сооружения, сети связи и сигнализации, охрану и пр. Такая концентрация позволяет всем участникам промпарка сэкономить на инфраструктурных издержках.
Аналогичные территориальные объединения производственных предприятий могут носить название промышленная зона (например, Промышленные зоны Москвы) или зона регулируемого промышленного развития, с инновационной составляющей — технопарк.
Особое значение для развития экономики муниципального образования (МО) могут иметь промпарки, создаваемые на базе бывших промышленных предприятий. При проведении ряда организационных мероприятий: — наделение промышленной зоны особым статусом, создание управляющей компании промпарка, заключение договора социально-экономического партнерства с администрацией МО, промпарк может выполнять роль центра развития территории.
Также в последнее время появилась тенденция к развитию промышленных парков за счет средств частных инвесторов и в рамках государственно-частного партнерства.